# Carabias (Salamanca)
Carabias es una entidad de población española del municipio de Larrodrigo, perteneciente a la provincia de Salamanca, en la comunidad autónoma de Castilla y León.

## Toponimia
El nombre del lugar puede encontrarse escrito con las grafías Carabias y Caravias.

## Historia
Hacia mediados del siglo XIX, el lugar, ya por entonces perteneciente al municipio de Larrodrigo, tenía contabilizada una población de 15 habitantes. Aparece descrito en el quinto volumen del Diccionario geográfico-estadístico-histórico de España y sus posesiones de Ultramar de Pascual Madoz con las siguientes palabras:

CARAVIAS: l. agregado al ayunt. de La Rodrigo (1/2 leg.), en la prov. y dióc. de Salamanca (6), part. jud. de Alba de Tormes (2), aud. terr. y c. g. de Valladolid (20): sit. en la calzada que dirige de Peñaranda al Barco de Avila; le combaten todos los vientos; es mas propenso el del N., y se padecen como enfermedades mas comunes, pulmonias y dolores de costado. Tiene 7 casas, 1 igl. (San Pedro), aneja de la de la Rodrigo. Confina el térm. N. Baldecarros (3/4 leg.); E. Gomez-Balasco (3/4); S. Juarros (3/4), y O. Gallegos (1/2 leg.): nace en él un arroyo sin nombre, y se dirige á La Rodrigo. El terreno es de buena calidad, y existe un monte pobl. de encinas. prod.: trigo, centeno, cebada y algarrobas; cria ganado lanar y cerdoso, y caza de liebres y conejos. ind.: la agrícola y ganaderia, y esportacion del trigo sobrante á los mercados de Alba. pobl.: 5 vec., 15 alm. cap. terr. prod.: 1.052,500 rs. imp.: 52,625.
(Madoz, 1846, p. 525)

En 2023, la entidad singular de población de Carabias tenía empadronados 3 habitantes, todos ellos en diseminado.